# Leandri Holtzhausen
Leandri Holtzhausen (* 14. Juli 1997 als Leandri Geel) ist eine südafrikanische Leichtathletin, die im Hammerwurf und im Diskuswurf an den Start geht.

## Sportliche Laufbahn
Erste internationale Erfahrungen sammelte Leandri Holtzhausen im Jahr 2013, als sie bei den Jugendweltmeisterschaften in Donezk mit einer Weite von 46,38 m den siebten Platz im Diskuswurf belegte. Im Jahr darauf gelangte sie bei den Olympischen Jugendspielen in Nanjing mit 46,05 m auf den sechsten Platz und zuvor schied sie bei den Juniorenweltmeisterschaften in Eugene mit 45,74 m in der Qualifikationsrunde aus. 2015 siegte sie mit 46,76 m bei den Juniorenafrikameisterschaften in Addis Abeba und im Jahr darauf wurde sie bei den Afrikameisterschaften in Durban mit 47,93 m Sechste. 2022 startete sie im Hammerwurf bei den Afrikameisterschaften in Port Louis und klassierte sich dort mit 56,42 m auf dem sechsten Platz und im Jahr darauf gelangte sie bei den World University Games in Chengdu mit 59,93 m auf den neunten Platz. 2024 belegte sie bei den Afrikameisterschaften in Douala mit 62,06 m den vierten Platz im Hammerwurf.
2015 wurde Geel südafrikanische Meisterin im Diskuswurf sowie 2022 und 2023 im Hammerwurf.

## Persönliche Bestleistungen
- Diskuswurf: 50,95 m, 16. April 2016 in Stellenbosch
- Hammerwurf: 66,11 m, 19. April 2023 in Johannesburg (südafrikanischer Rekord)